# Савельева, Светлана Рюриковна
Савельева Светлана Рюриковна (01.03.1958, Хурамалы, Ядринский район, Чувашская АССР) — артистка драмы
Народная артистка Чувашской Республики (2000).

## Биография
Родилась 1 марта 1958 года в деревне Харамалы в Ядринском районе Чувашской АССР.
Светлана Рюриковна окончила актерское отделение Чебоксарского музыкального училища им. Ф. Павлова (руководитель — В. П. Романов). 
С 1979 г. работает в Чувашском театре юного зрителя имени М. Сеспеля. Была диктором Чувашского телевидения и радио. Снималась в кинофильмах «Как быстро молодость проходит», «Сыновья», «Нарспи», «Анна Алексеевна».

## Роли
Eля, Звездная девушка, Eлюк, Лизук, Аня, Ада, Анна, Дипломатка, Лариса, Нина, Ольга Петровна, Тамара

## Спектакли
«Доля наша такова» (E. Eлиев), «Раб дьявола» (Я. Ухсай), «В деревне» (Ф. Павлов), «Невеста из Чебоксар» (Н. Сидоров), «Сестры» (Л. Разумовская), «Старший сын» (А. Вампилов), «Генералы в юбках» (Ж. Ануй), «Украденное счастье» (И. Франко), «Цыганская сказка» (Л. Устинов), «Бесприданница» (А. Островский), «Старший сын» (А. Вампилов), «Нахлебник» (И. Тургенев), «Пять вечеров» (А. Володин)

## Награды
- Народная артистка Чувашской Республики (2000),
- Заслуженная артистка Чувашской Республики (1994)